# Viaje al pasado (Zweig)
Viaje al pasado es una novela corta del autor austriaco Stefan Zweig, en la que trata con gran maestría los temas del amor, la idealización de este y el desengaño. El autor prefería denominarla Resistencia de la realidad (Widerstand der Wirklichkeit) aunque en las librerías apareció con el título del artículo.

## Sinopsis
Dos amantes se reencuentran después de estar separados durante años. Uno de ellos, Ludwig, es un joven de humildes orígenes que gracias al esfuerzo y el trabajo concienzudo asciende en su empresa. Cuando alcanza el puesto de secretario del director de su compañía, recibe un destino en México. El viaje le atrae, aunque rompe un idilio secreto con la mujer de su jefe, quien se había declarado hacía poco tiempo.
Lo que inicialmente es una breve separación se alarga a causa del estallido de la Primera Guerra Mundial, y a su regreso, la protagonista confiesa a Ludwig que ya es algo de su pasado. 
La narración desentraña los sentimientos más profundos del protagonista, con la pericia propia del autor a la hora de describir perfiles psicológicos con gran lujo de detalles.